# Kirkpatrick (Oregón)
Kirkpatrick es un lugar designado por el censo ubicado en el condado de Umatilla en el estado estadounidense de Oregón. En el año 2000 tenía una población de 401 habitantes y una densidad poblacional de 18'5 personas por km².

## Geografía
Kirkpatrick se encuentra ubicada en las coordenadas
45°40′44″N 118°38′40″O / 45.67889, -118.64444.

## Demografía
Según la Oficina del Censo en el año 2000 los ingresos medios por hogar en la localidad eran de $30.179 y los ingresos medios por familia eran $30.893. Los hombres tenían unos ingresos medios de $27.188 frente a los $24.000 de las mujeres. La renta per cápita para la localidad era de $11.884. Alrededor del 34'5% de la población estaban por debajo del umbral de pobreza.